# 紅外線天文衛星
紅外線天文衛星（英語：Infrared Astronomical Satellite，簡稱IRAS）是在太空中的天文台，以紅外線巡天，執行勘查整個天空的任務。

## 歷史
紅外線天文衛星是美國NASA、荷蘭荷蘭太空探測組織（Netherlands Agency for Aerospace Programmes）與英國自然科學及工程研究委員會（Science and Engineering Research Council）聯合執行的計劃，於1983年1月25日發射升空，任務執行了10個月之久。
IRAS以12、25、60和100微米的四種波長描繪了96%的天空，12微米的解析力是0.5'，100微米的解析力是2'。他發現了500,000個紅外線源，迄今還有許多個尚待進一步的研究。大約有75,000個相信是仍然處在恆星誕生階段的星爆星系，其他許多則是處在行星形成階段，有塵埃組成的星盤環繞著的一般恆星。新的發現包括環繞在織女星周圍的塵埃盤和銀河核心的第一張影像。
IRAS的壽命受限於冷卻系統，與其他紅外線衛星一樣，：有效的在紅外領域中工作，衛星必須冷卻到難以想像的低溫。IRAS攜帶了720公升的超流體氦，藉由超流體的蒸發讓衛星保持在1.6K（-272 °C）的低溫。衛星溫度一旦上升，便會妨礙觀測的進行。
2004年，史匹哲太空望遠鏡成為最好的紅外線望遠鏡，讓天文學家得以繼續許多IRAS首度偵測到但尚未完成的研究工作。
IRAS被設計來編製固定來源的目錄，因此他對天空中同一個區域都掃瞄了許多次。約翰·大衛和西蒙·格林（後來在萊斯特大學）就專門搜尋被剔除的會移動的目標，因此她們發現了3顆小行星，包括屬於阿波羅群，也是雙子座流星雨源頭的3200 Phaethon；6顆彗星，包括有巨大塵埃尾的譚普2號（Tempel-2）、周期彗星126P/IRAS、161P/ 哈德利-IRAS和在1983年非常接近地球的IRAS—荒貴—阿爾科克彗星（IRAS-Araki-Alcock）。詳細的內容可以參考自然（309 pp. 315–319）。

## 成就
| (3200) Phaethon  | 11 October 1983年10月11b4 | list |
| (3728) IRAS      | 1983年8月23日             | list |
| (10714) 1983 QG  | 1983年8月31日             | list |
| (100004) 1983 VA | 1983年11月1日             | list |

## 外部連結
- NASA紅外線天文衛星（IRAS）頁面 （页面存档备份，存于）
- 加州理工學院的紅外線天文衛星（IRAS）頁面 （页面存档备份，存于）
- Ball Aerospace IRAS page